# アレクサンダー・ザーキン
アレクサンダー・ザーキン（ロシア語: Александр Закин, ラテン文字転写例: Alexander Zakin, 1903年1月22日 - 1990年10月16日）は、ロシア出身のピアノ奏者。

## 経歴
1903年、トボリスク生まれ。1911年から1914年までペテルブルク音楽院でアレクサンデル・ミハウォフスキに師事。また、レオニード・ニコラーエフの薫陶も受けた。
1921年にロシアを出てベルリンに行き、1926年にピアノ四重奏団に参加してデビューを飾った。1933年にナチスが政権を握ったことでルクセンブルクに亡命し、王室のピアノ教師およびルクセンブルク放送のピアニストとなった。
1940年にアメリカに移住してアイザック・スターンと出会い、1977年までスターンの伴奏者として活躍。また、ダヴィッド・オイストラフやイーゴリ・オイストラフ、レオニード・コーガン、グレゴール・ピアティゴルスキーらとも共演した。
ニューヨークで死去。

## 家族・親族
- 叔父：グジェゴシュ・フィテルベルクはヴァイオリニスト・作曲家・指揮者。